# Qong Muztagh
Der Qong Muztagh (chinesisch 琼木孜塔) ist der zweithöchste Berg im Ustjuntagh, einer Berggruppe im Kunlun (eine Bergkette) an der Grenze der autonomen Gebiete Xinjiang und Tibet.
Der Qong Muztagh liegt im westlichen Abschnitt des Kunlun. Der vergletscherte Berg besitzt zwei Gipfel: der Hauptgipfel besitzt eine Höhe von 6962 m, der Westgipfel erreicht eine Höhe von 6937 m. Der Qong Muztagh liegt 2,23 km westlich des 6976 m hohen Qong Muztagh Ost, der an der Hauptwasserscheide liegt, die zugleich die Gebietsgrenze von Tibet und Xinjiang darstellt. Der Qong Muztagh liegt innerhalb des Einzugsgebiets des Flusses Keriya, der das Gebirge nach Norden durchschneidet und den gleichnamigen Kreis Keriya im Tarimbecken durchfließt.

## Besteigungsgeschichte
Der Hauptgipfel des Qong Muztagh ist noch unbestiegen.
Eine japanische Expedition erklomm am 15. August 2000 den Westgipfel.